# Военный оркестр (Люксембург)
Военный оркестр Великого герцогства Люксембург (люкс. Lëtzebuerger Militärmusek, фр. Musique militaire grand-ducale) — штатное подразделение армии Люксембурга.

## История

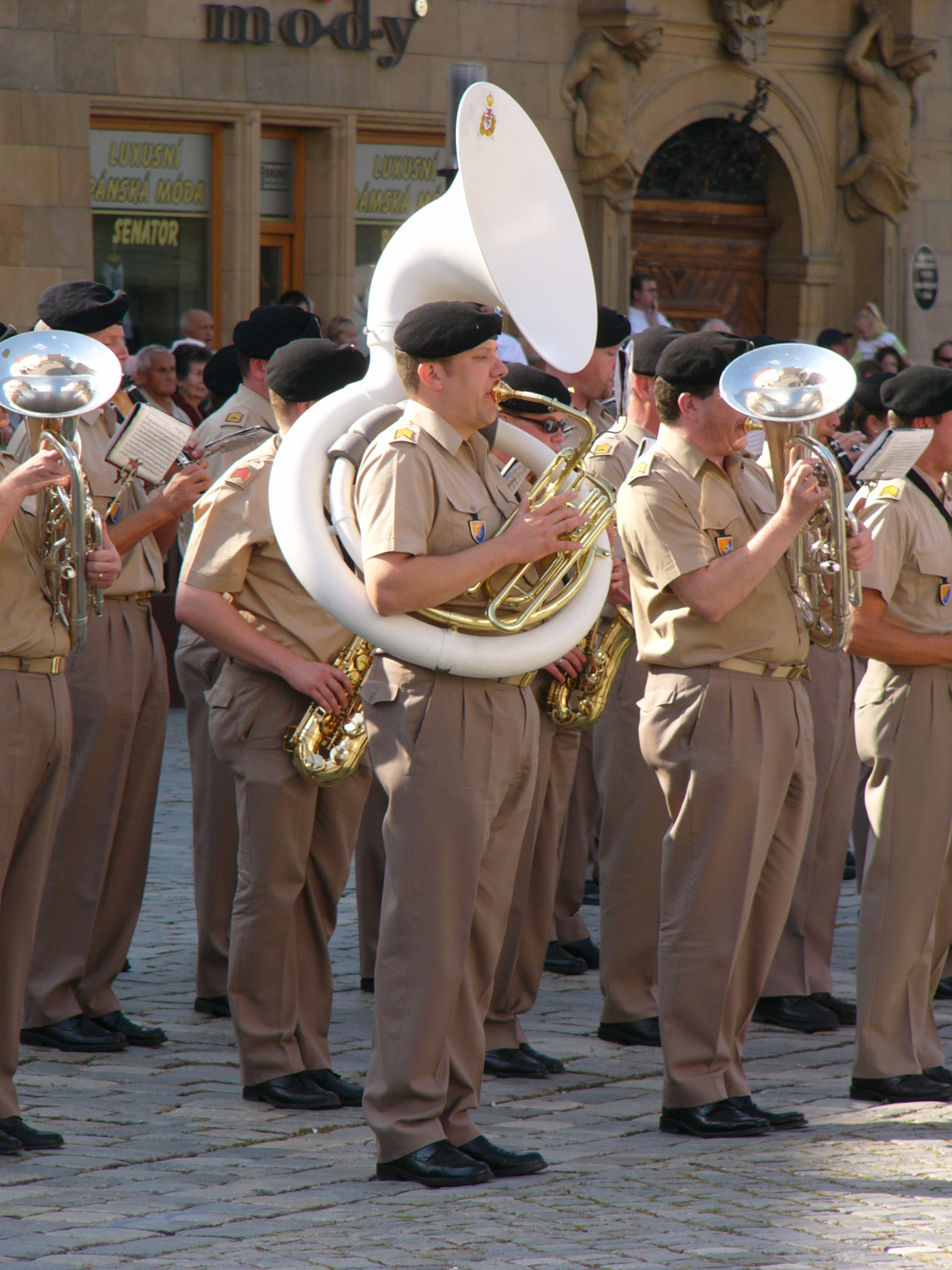
военный оркестр на концерте 1 сентября 2006 года

Создание военного оркестра началось в начале 1840-х годов в ходе формирования в Эхтернахе 1-го батальона армии Люксембурга (в то время входившей в состав войск Германского союза). 29 декабря 1842 года создание оркестра из 25 человек было завершено. В дальнейшем, после создания в декабре 1847 года в Дикирхе 2-го батальона армии Люксембурга количество музыкантов было увеличено. Служивший в военном оркестре композитор Иоганн Антон Циннен написал песню «Ons Hémécht» (позднее ставшую государственным гимном Люксембурга).
После урегулирования франко-прусских противоречий 1866—1867 в отношении Люксембурга, по условиям Лондонского договора 1867 года Люксембург был объявлен «вечно нейтральным» государством. После этого, в июне 1868 года 2-й батальон был расформирован, и оркестр 1-го батальона стал военным оркестром армии Люксембурга.
После начала Первой мировой войны в ходе летнего наступления 1914 года на Западном фронте, 31 июля — 2 августа 1914 подразделения 16-й пехотной дивизии (VIII армейский корпус 4-й немецкой армии) оккупировали территорию Люксембурга и продолжили наступление. Вооружённые формирования Люксембурга были разоружены немцами и до конца войны не функционировали.
10 мая 1940 года, после начала немецкого наступления на Западном фронте территорию страны вновь оккупировали немецкие войска и военизированные формирования Люксембурга были снова разоружены немцами. После окончания второй мировой войны оркестр был восстановлен.

## Современное состояние
Оркестр насчитывает около 50 человек, он принимает участие в торжественных и праздничных мероприятиях.